# Alan Hansen
Alan David Hansen (* 13. červen 1955, Sauchie) je bývalý skotský fotbalista. Hrával na pozici obránce.
V dresu skotské reprezentace se zúčastnil mistrovství světa ve Španělsku roku 1982. Celkem za národní tým odehrál 26 zápasů.
S Liverpoolem třikrát vyhrál Pohár mistrů evropských zemí (1977/78, 1980/81, 1983/84) a jednou Superpohár UEFA (byl náhradníkem v druhém finále, do hry však nezasáhl). V dresu Reds si rovněž připsal osm titulů anglického mistra (1978/79, 1979/80, 1981/82, 1982/83, 1983/84, 1985/86, 1987/88, 1989/90) a dva FA Cupy (1985/86, 1988/89).
Britský časopis World Soccer ho vyhlásil 91. nejlepším fotbalistou 20. století.
Po skončení hráčské kariéry se stal sportovním novinářem a televizním komentátorem.